# Linha 7 do Metrô de Santiago
A Linha 7 do Metro de Santiago será uma linha norponiente-nororiente que contará com uma extensão de 25 quilómetros, ligando as comunas de Renca e Vitacura.
Se interconectará com a Linha 1 em Baquedano e Pedro de Valdivia, com a Linha 2, Linha 3 e a futura Linha 9 (2032) em Puente Cal y Canto, com a Linha 5 em Baquedano e com a Linha 6 irá se conectar com a futura estação Isidora Goyenechea.
A inauguração está prevista para 2028 e a cor distintivo é a cinza.

## História

### Primeiras propostas (2007-2008)
Devido aos problemas de sobrecarga existentes na Linha 1 desde a implementação de Transantiago no 2007, propôs-se a necessidade de construir uma alternativa para essa linha, a fim de descongestioná-la. Em 2007, Clemente Pérez, diretor de Metro, sugeriu que as alternativas poderiam ser a equivalente à postergada Linha 3 ou uma nova linha por avenida Santa María. Finalmente se optou pela primeira opção, dando alívio ao sector oriente da Linha 1, deixando pendente alternativas de descongestión desde Universidade de Chile ao poente. Outras propostas propostas por um grupo de construtoras apresentavam a realização de uma linha expressa baixo a atual Linha 1 com detenções em só nove estações: Pajaritos, Estación Central, Los Héroes, Universidad de Chile, Baquedano, Pedro de Valdivia, Tobalaba e Escuela Militar.

### Anúncio oficial (2017)
Durante a conta pública do 2017, a presidenta Michelle Bachelet anuncou la construção da linha 7 do Metro de Santiago. O disenho oiginal contava com 21 estações em 25 quilómetros de extensão entre Renca e Vitacura, reduzindo ademais o fluxo da Linha 1 em aproximadamente 10.000 passageiros e atingindo novas comunas como Renca, Cerro Navia e Vitacura. Faria combinação com as linhas 1, 2, 3, 5 e 6, e beneficiaria directamente às comunas de Renca, Cerro Navia, Quinta Normal, Santiago, Providência, As Condes e Vitacura. Sua inauguração original foi estimada para 2025.

### Propostas complementares, atualizações e novos anúncios (2017-2020)
Em 2017, um grupo de especialistas chilenos propôs que a linha 7 fosse estendida até o Aeroporto Internacional Arturo Merino Benítez, passando pelo parque empresarial Enea na comuna de Pudahuel, adicionando quatro estações na direção oeste em substituição às três para Renca. Embora a empresa Metro S.A. não tenha descartado a proposta e a Enea tenha se oferecido para facilitar o projeto, a proposta não se concretizou.
Em 2019, Felipe Guevara, prefeito do Lo Barnechea, propôs uma extensão de 4,5 quilómetros da linha até o seu comuna, cujo financiamento basear-se-ia em fundos contribuídos desde a municipalidad para os estudos de rentabilidade social e fluxo de passageiros, em conjunto com os municípios de Vitacura e Las Condes, o que deveria ser avaliado pelo Ministério de Transportes e Telecomunicações e por Metro.
O 22 de dezembro de 2017 o jornal El Mercurio relatou que o traçado da linha foi modificado pelo Metro, de maneira que não circulará pela avenida Andrés Belo, sina que irá paralelo à Linha 1 por avenida Providência. Também se eliminou a combinação em Salvador e foi trasladada a Pedro de Valdivia, eliminando as estações Suecia e La Concepción, para depois continuar com seu traçado original até Isidora Goyenechea, onde combinará com a futura extensão da Linha 6. Além disso, um trecho do traçado no sector de avenida Kennedy desviar-se-á para alcançar o Parque Araucano. Enquanto no sector poente a linha continuará, depois de cruzar Avenida Geral Velásquez, por Avenida Mapocho em lugar de José Joaquín Pérez, uns 600 metros mais ao norte. Também se anunciou que a linha será inaugurada em 2026.
O 28 de marco do 2019, o mismo jornal relatou que a estação que localizar-se-á na interseção da avenida Américo Vespucio com Alonso de Córdova será a mais profunda de toda a rede do Metro de Santiago. Devido a isso, a estação não contará com escadas mecânicas, senão que elevadores para uma capacidade de 40 pessoas cada um, sistema similar ao que se utiliza na Linha 9 do Metro de Barcelona.
O 21 de junho de 2019 Metro de Santiago ingressou os estudos de engenharia de impacto ambiental da linha al Sistema de Evaluación de Impacto Ambiental (SEIA). No documento estabelece-se que esta linha contará com os mesmos regulares das linhas 3 e 6: comboios com condução automática, portas de plataforma e alimentação por catenaria. Assim mesmo assinalou-se que o início das obras seria durante o último trimestre de 2020 para finalizar para o segundo semestre de 2026.
Em agosto de 2019 informou-se que a estação Matucana terá uma combinação com o futuro Tren Santiago-Batuco.
O 31 de março de 2020, Metro anouncou novas mudanças no projecto: na estação Baquedano eliminou-se a construção de um novo acesso no Parque Florestal e modificou-se a localização de alguns piques de construção no sector oriente de Santiago.

### Progresso do projecto (2021-presente)
Em janeiro de 2021 o presidente de Metro, Louis de Grange, explicou que a Linha 7 registava um 3% de avanço. Assim mesmo, durante esse mesmo mês iniciou-se o processo de licitação do trens da linha, estimando que a construção desta linha começaria em março desse ano. Finalmente, o 13 de julho de 2021 o SEIA aprovou o estudo de impacto ambiental, dando luz verde à construção da Linha 7.
O 29 de novembro de 2021, adjudicou-se a construção do trecho 1 de 6,6 km compreendido entre as estações Brasil e Walker Martínez, mediante o método construtivo de tuneladora. Em dezembro do mesmo ano anunciou-se que a empresa francesa Alstom se adjudicou a fabricação dos comboios com condução automática da Linha 7. O 17 de fevereiro de 2022 realizou-se a cerimónia oficial de início das obras de construção na planta de dovelas localizada nas cercanias da futura estação Brasil, enquanto o 21 de outubro do mesmo ano iniciaram-se as primeiras escavações.
O 26 de abril de 2023, Lo Barnechea reintroduziu estudos municipais para uma proposta de extensão da Linha 7 a sua comuna. A extensão seria de 3,8 km e incluiria duas estações, uma em sector Cantagallo e outra em frente ao shopping Portal La Dehesa. A fins desse mesmo mês, a construção desta linha registou um 9,5 % de avanço.
O 26 de julho de 2023 Metro informou que o acesso proposto originalmente no parque Florestal seria transladado de lugar. Leste ficaria emplazado em frente à Faculdade de Direito da Universidade de Chile a 140 metros da localização original, nos terrenos da feira de artesãos e o parque Gómez Vermelhas.
Em março de 2024, Metro anunciou que a estação Parque Araucano terá dois acessos secundários desde os shoppings Parque Arauco e Open Kennedy. O investimento ascende a 8,2 milhões de dólares e será paga integralmente pelas companhias privadas.

## Estações
As futuras estações da Linha 7 seriam as seguintes, embora os nomes definitivos serão anunciados depois de um processo de participação cidadã para definir-os:
| Estação (nomes provisórios) | Abertura  | Acesso à deficiente físico | Endereço                                                    | Comuna                      | Combinação | Status        |
| --------------------------- | --------- | -------------------------- | ----------------------------------------------------------- | --------------------------- | ---------- | ------------- |
| Brasil                      | est. 2028 | Acesso à deficiente físico | Av. Vicuña Mackenna com Av. Brasil                          | Renca                       |            | Em construção |
| José Miguel Infante         | est. 2028 | Acesso à deficiente físico | Av. Vicuña Mackenna com Av. José Miguel Infante             | Renca                       |            | Em construção |
| Salvador Gutiérrez          | est. 2028 | Acesso à deficiente físico | Rolando Petersen com Salvador Gutiérrez                     | Cerro Navia                 |            | Em construção |
| Huelén                      | est. 2028 | Acesso à deficiente físico | Av. Mapocho Sur com Huelén                                  | Cerro Navia                 |            | Em construção |
| Neptuno                     | est. 2028 | Acesso à deficiente físico | Av. Mapocho com Neptuno                                     | Cerro Navia e Quinta Normal |            | Em construção |
| Radal                       | est. 2028 | Acesso à deficiente físico | Av. Mapocho com Radal                                       | Quinta Normal               |            | Em construção |
| Walker Martínez             | est. 2028 | Acesso à deficiente físico | Av. Mapocho com Mendoza e Av. Joaquín Walker Martínez       | Quinta Normal               |            | Em construção |
| Matucana                    | est. 2028 | Acesso à deficiente físico | Av. Mapocho com Av. Matucana                                | Quinta Normal               |            | Em construção |
| Cumming                     | est. 2028 | Acesso à deficiente físico | Av. Mapocho com Av. Ricardo Cumming                         | Santiago                    |            | Em construção |
| Puente Cal y Canto          | est. 2028 | Acesso à deficiente físico | Av. Presidente Balmaceda com Bandera e Paseo Puente         | Santiago                    |            | Em construção |
| Baquedano                   | est. 2028 | Acesso à deficiente físico | Av. Bellavista com Pio Nono                                 | Santiago                    |            | Em construção |
| Pedro de Valdivia           | est. 2028 | Acesso à deficiente físico | Av. Providencia com Monseñor Nuncio Sótero Sanz de Villalba | Providencia                 |            | Em construção |
| Isidora Goyenechea          | est. 2028 | Acesso à deficiente físico | Av. Vitacura com Av. Isidora Goyenechea                     | Las Condes                  |            | Em construção |
| Vitacura                    | est. 2028 | Acesso à deficiente físico | Av. Vitacura com Las Catalpas                               | Vitacura                    |            | Em construção |
| Américo Vespucio            | est. 2028 | Acesso à deficiente físico | Av. Alonso de Córdova com Av. Américo Vespucio              | Vitacura e Las Condes       |            | Em construção |
| Parque Araucano             | est. 2028 | Acesso à deficiente físico | Cerro Colorado com Rosario Norte                            | Las Condes                  |            | Em construção |
| Gerónimo de Alderete        | est. 2028 | Acesso à deficiente físico | Av. Presidente Kennedy com Gerónimo de Alderete             | Vitacura                    |            | Em construção |
| Padre Hurtado               | est. 2028 | Acesso à deficiente físico | Av. Presidente Kennedy com Av. Padre Hurtado                | Vitacura                    |            | Em construção |
| Estoril                     | est. 2028 | Acesso à deficiente físico | Av. Presidente Kennedy com Av. Estoril                      | Vitacura e Las Condes       |            | Em construção |